# Фань Чаншэн
Фань Чаншэн (кит. трад. 范長生, пиньинь Fàn Chángshēng) — даосский отшельник, ставшим главным сподвижником основания государства Чэн в период шестнадцати варварских государств в Китае. Он руководил даосской общиной из более, чем 1000 семей в районе горы Цинчэншань в Сычуани. Во время страшного голода Фань Чаншэн снабжал армию Ли Сюна продовольствием из своей общины. С его помощью Ли Сюн одержал победу над армией Лю Шаня во время осады Чэнду.
После победы Ли Сюн предложил Фану трон, но тот отказался, так как верил, что 304 год был самым благоприятным для того, чтобы член семьи Ли взошёл на трон. После Фань Чаншэн убедил Ли Сюна принять титул императора.
Фань Чаншэн был автором работы «Шу цай» (蜀才) — десяти томов комментариев к «Книге Перемен». Он был назван потомками одним из Восьми Бессмертных Сычуани.